# Lignières-de-Touraine
Lignières-de-Touraine é uma comuna francesa na região administrativa do Centro, no departamento Indre-et-Loire. Estende-se por uma área de 10,04 km². Em 2010 a comuna tinha 1 310 habitantes (densidade: 130,5 hab./km²).